# 中国环流器三号
中国环流器三号（原名中国环流器二号M）是由中華人民共和國中核集团建造的托卡马克裝置，用於可控核聚变技术的开发研究。 HL-2M现在用于核聚变研究，特别是研究从等离子体中提取热量。托卡马克装置的主半径为1.78m，属于中型装置。 高达2.2T的磁场由非超导铜线圈产生。

## 历史
2009年，中国环流器二号M装置项目被国家原子能机构批复立项，由中核集团核工业西南物理研究院设计建造。 原计划于2019年底建成，2020年12月4日，HL-2M在四川省成都建成。
2023年，该装置更名为环流器三号；装置实现115万安培放电。同年12月14日，中核集团核工业西南物理研究院与国际热核聚变实验堆总部签署协议，向全球科学家开放中国环流三号。

2023年8月25日下午，首次实现100万安培等离子体电流下的高约束模式运行。
2025年3月28日，首次实现原子核和电子温度均突破一亿度，达到原子核温度1.17亿度、电子温度1.6亿度的参数水平。